# Ennomos erosaria
Ennomos erosaria là một loài bướm đêm trong họ Geometridae.

## Hình ảnh

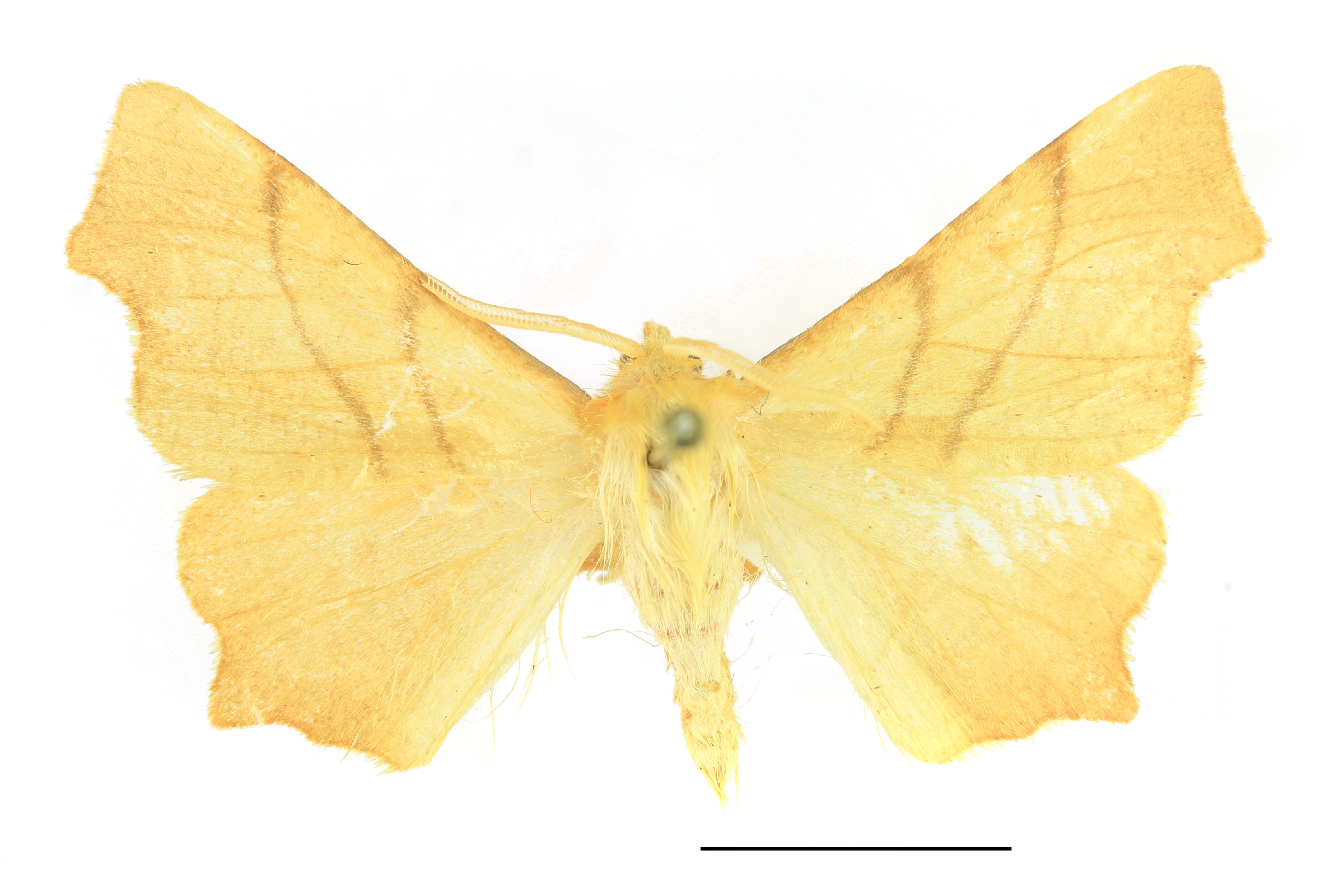
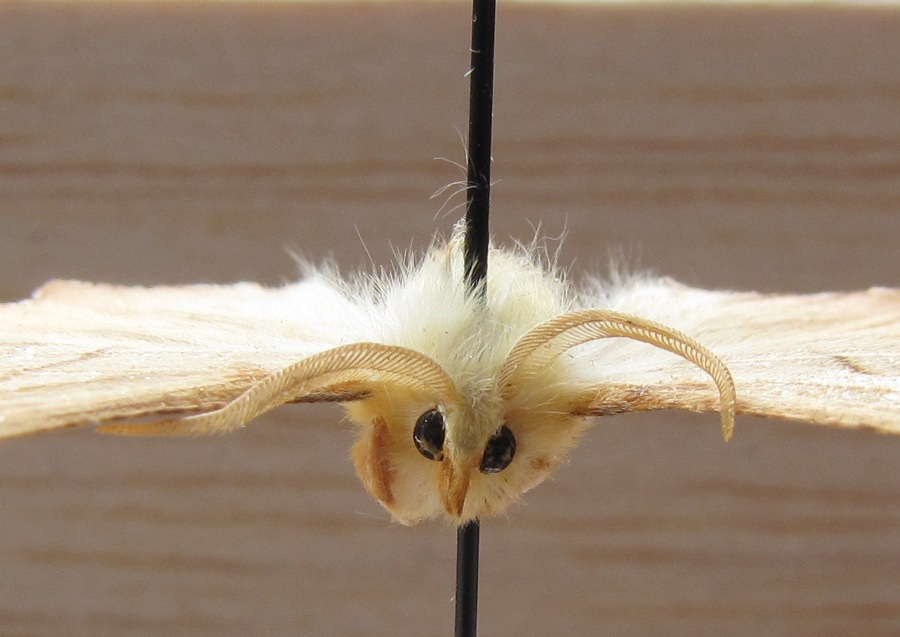
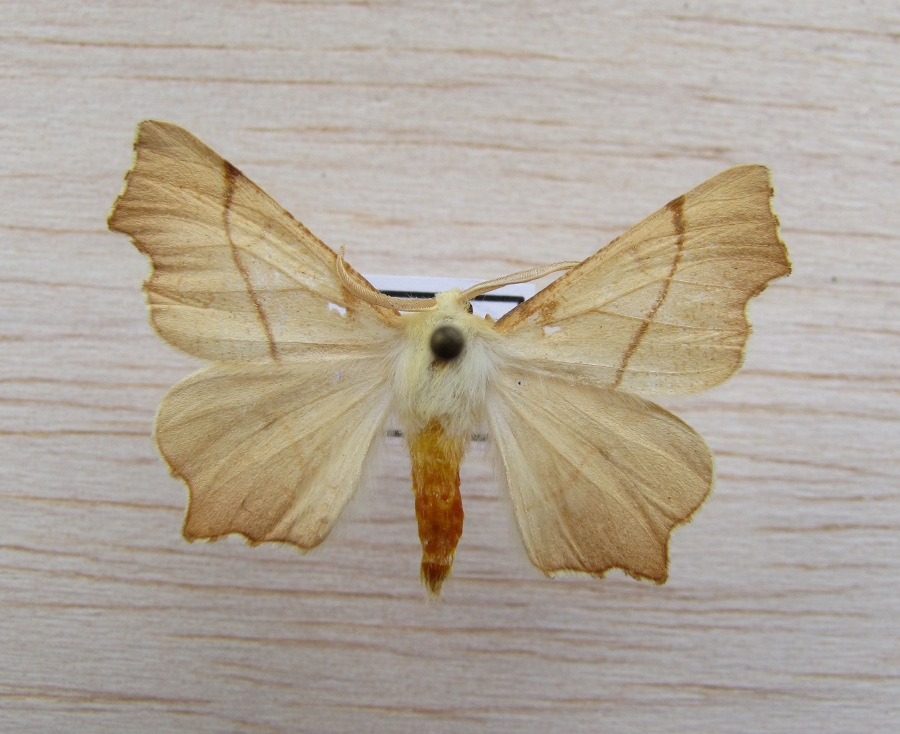
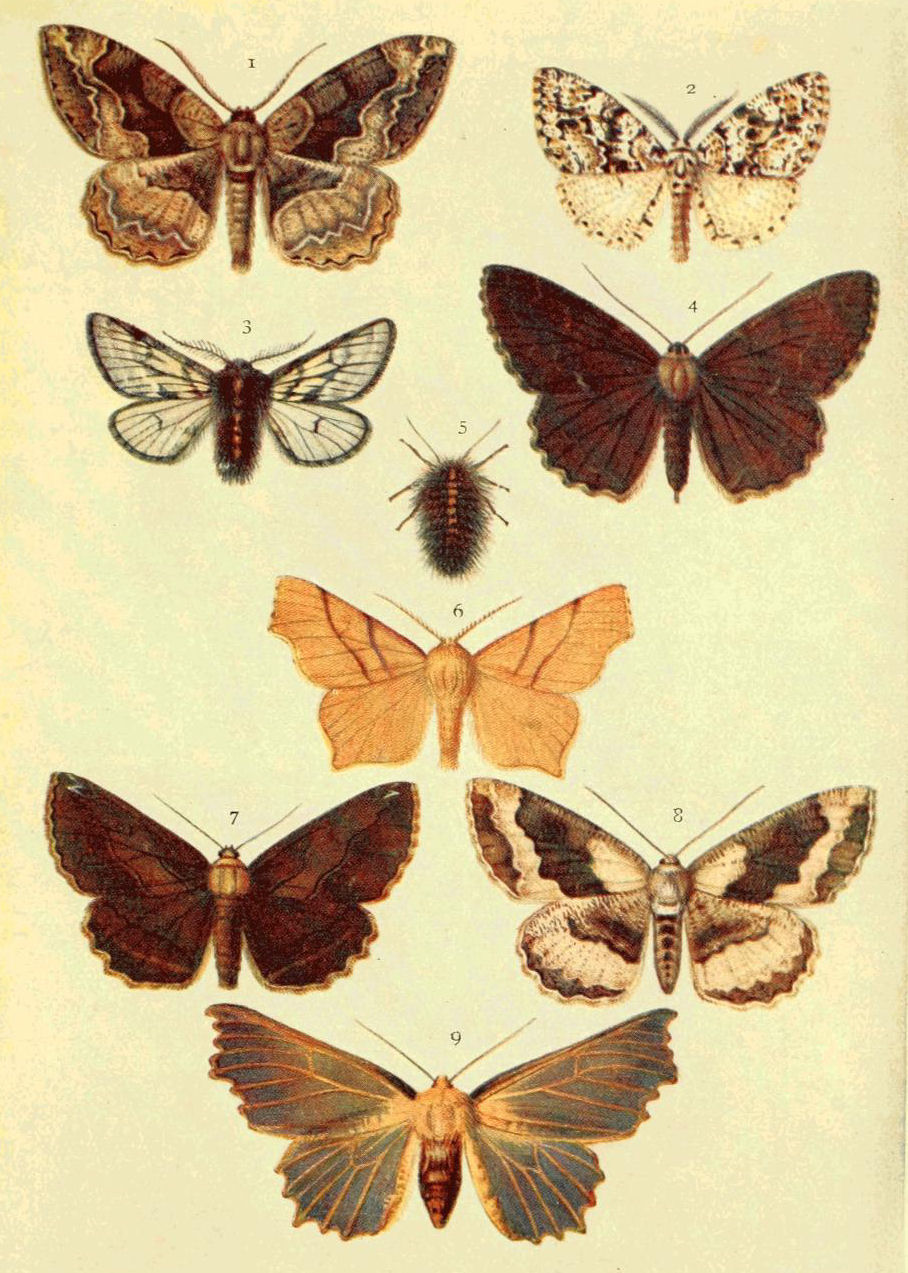